# Cantó de Brest-Bellevue
El cantó de Brest-Bellevue (bretó Kanton Brest-Bellevue) és una antiga divisió administrativa francesa situat al departament de Finisterre a la regió de Bretanya. Va existir de 1973 a 2015.

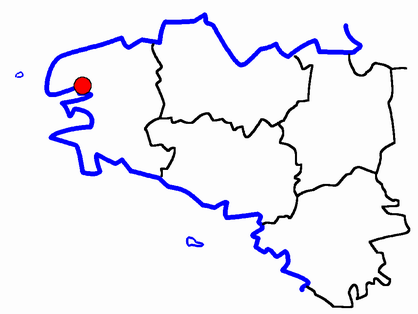
Situació del cantó

## Composició
El cantó aplega el barri de Bellevue (Brest).

## Història
| Data d'elecció | Identitat        | Partit         | Qualitat |
| -------------- | ---------------- | -------------- | -------- |
| 1973-2008      | Joseph Gourmelon | pro-socialista |          |
| 2008-2015      | Jean-Luc Polard  | PS             |          |